# Joseph Vitus Burg

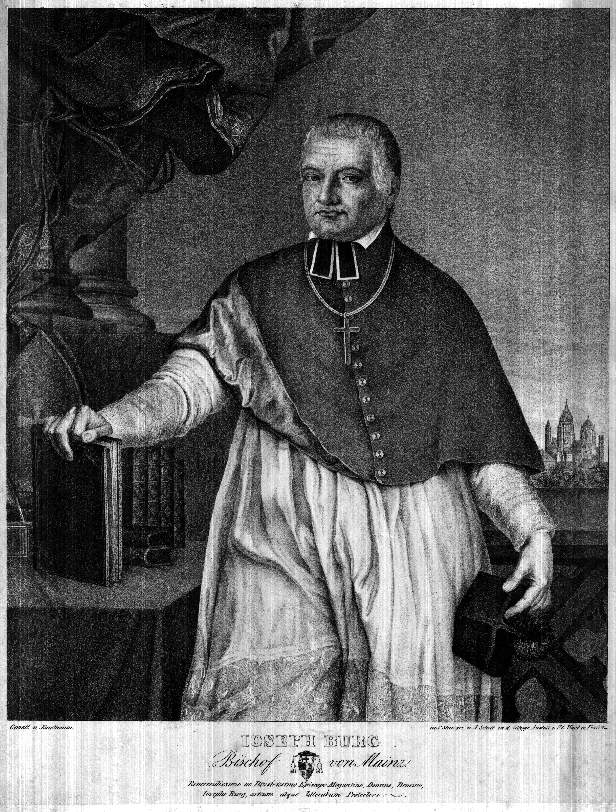
Joseph Vitus Burg

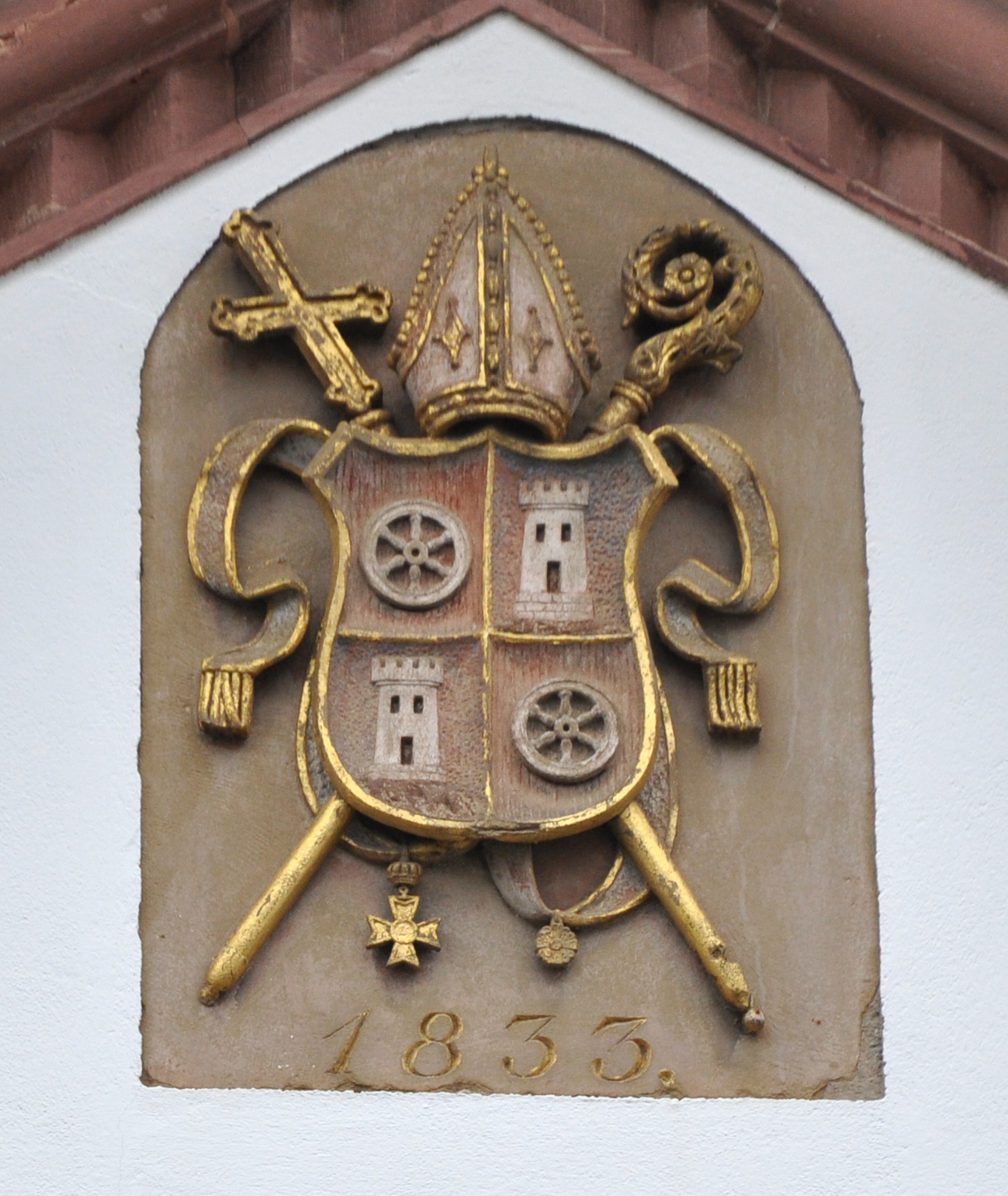
Wappen des Bischofs

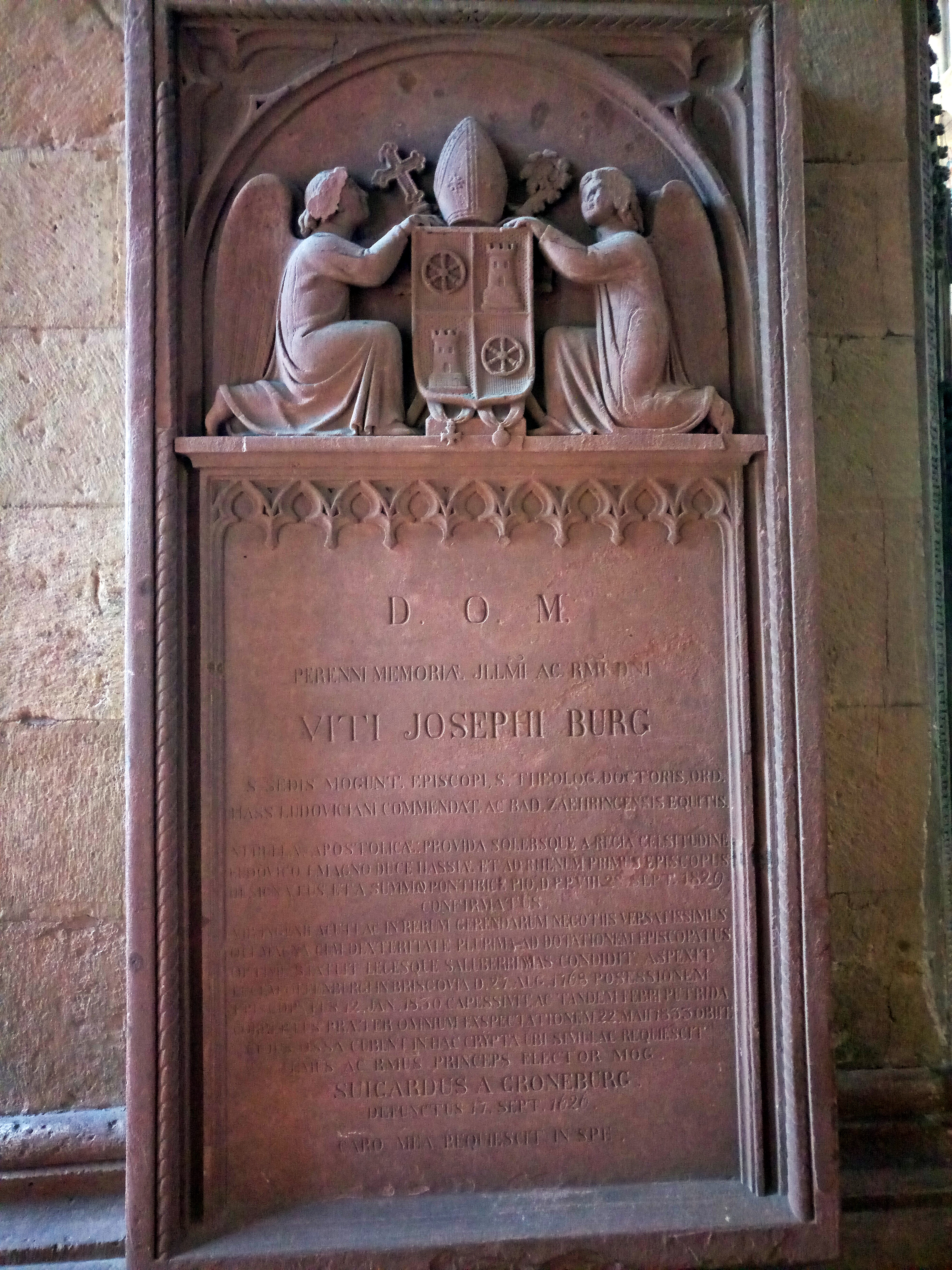
Grabdenkmal, Mainzer Dom

Joseph Vitus Burg (* 27. August 1768 in Offenburg; † 22. Mai 1833 in Mainz) war ein römisch-katholischer Geistlicher und Bischof von Mainz.

## Leben
Burg kam als Sohn eines Kaufmanns in Offenburg zur Welt und wurde auf den Namen Joseph Anton Burg getauft. Der Erfinder Friedrich August Haselwander war ein Verwandter. 1787 trat er in Speyer in den Orden der Franziskaner-Konventualen ein und nahm den Ordensnamen Vitus an. Ideen und Ideale einer gemäßigten katholischen Aufklärung prägten ihn bereits während des Studiums der Philosophie und Theologie, das er an der Universität Regensburg und Würzburg absolvierte. Am 26. September 1791 empfing Burg die Priesterweihe für die Diözese Straßburg. 1802 trat er seinen Dienst als Pfarrer in Herten an, 1807 wurde er Dekan des Landkapitels Wiesental. Von 1809 bis 1827 war er Pfarrer in Kappel am Rhein bei Lahr und Wirklicher Geistlicher Rat. 1810 übernahm er auch das Amt des Dekans im damaligen Landkapitel Ettenheim. 1812 erlangte er an der Universität Freiburg die Promotion zum Doktor der Theologie.
1817 ging er mit dem Generalvikar Heinrich von Wessenberg als Sachverständiger der badischen Regierung für Kirchenfragen nach Rom. Burg war bei allen Verhandlungen beteiligt, die der Errichtung der oberrheinischen Kirchenprovinz vorausgingen. Als führender Mann der Frankfurter Konferenzen von 1818 bis 1822 trug er wesentlich zu einer Einigung bei. Als Fachmann für Staatskirchenrecht war er an der Abfassung der Verordnungen zur Wahrung des landesherrlichen Schutz- und Aufsichtsrechtes über die katholische Kirche beteiligt. Hierbei zeigte er große Nähe zu Rom und Entgegenkommen gegenüber der päpstlichen Position. 1822 wurde Burg zum päpstlichen Subdelegierten für die Ausstattung des Erzbistums Freiburg ernannt und 1824 zum Ministerialrat und Mitglied der katholischen Kirchensektion beim badischen Ministerium des Innern.
Von 1822 bis 1828 gehörte Burg als gewählter Abgeordneter des Amtswahlkreises Achern und Bühl der Zweiten Kammer der Badischen Ständeversammlung an.
1827 erfolgte seine Ernennung zum Domdekan und am 28. Januar 1828 zum Weihbischof in Freiburg und Titularbischof von Rhodiapolis. Durch Jakob Brand, Bischof von Limburg, empfing er am 28. September 1828 die Bischofsweihe. Am 29. September 1829 kam die Ernennung zum Bischof von Mainz und schließlich am 12. Januar 1830 seine Einführung auf dem Heiligen Stuhl von Mainz. Seine Amtszeit währte nur drei Jahre. Sie war überschattet von heftigen Kontroversen mit dem theologisch konservativen und ultramontanen Mainzer Kreis.
Als Mainzer Bischof war Joseph Vitus Burg qua Verfassung von 1830 bis 1833 Mitglied der ersten Kammer der Landstände des Großherzogtums Hessen.
Er starb 1833 und wurde im Mainzer Dom beigesetzt. Die Trauerrede hielt der Domkapitular Marcus Fidelis Jaeck, den er aus dem Erzbistum Freiburg nach Mainz geholt hatte.